# Rubria rugosa
Rubria rugosa är en insektsart som beskrevs av Evans 1969. Rubria rugosa ingår i släktet Rubria och familjen dvärgstritar. Inga underarter finns listade i Catalogue of Life.